# George Nicoleanu
George Nicoleanu (n. 1858, Brăila, România – d. 16 septembrie 1928, România) a fost un agronom român, specialist în viticultură și pomicultură, recunoscut pentru contribuțiile sale în combaterea filoxerei și refacerea patrimoniului viticol al României. A ocupat funcția de director al Departamentului Agriculturii și Silviculturii în Ministerul Agriculturii, Industriei și Comerțului (MAIC) între 1890 și 1921, fiind unul dintre pionierii intervenționismului de stat în agricultură.

## Biografie

### Copilărie și educație
George Nicoleanu s-a născut în 1858, la Brăila, unde a urmat școala primară și liceul. În 1879, s-a înscris la Școala Centrală de Agricultură de la Herăstrău, absolvind în 1882 ca unul dintre cei mai valoroși studenți ai seriei. A fost remarcat de Petre Aurelian, care l-a trimis să studieze viticultura la Școala Superioară și Stațiunea Viticolă de la Montpellier și la Institutul Agronomic din Lyon. Timp de patru ani (1882-1886), a dobândit o pregătire avansată, specializându-se în viticultură, într-o perioadă critică marcată de ravagiile filoxerei în Europa.

### Carieră profesională
În 1886, la întoarcerea în țară, George Nicoleanu a fost numit șef al Serviciului Viticol din Ministerul Agriculturii, Industriei și Comerțului, având sarcina de a coordona lupta împotriva filoxerei, descoperită în România în 1884 la Valea Călugărească. La doar 26 de ani, a preluat această responsabilitate majoră, colaborând cu botanistul Dimitrie Brândză, directorul Serviciului Horticol. Împreună, au obținut aprobarea pentru introducerea vițelor americane rezistente la filoxeră în 1889, după experimentări în Franța.
În 1890, Nicoleanu a fost numit director al Departamentului Agriculturii și Silviculturii din MAIC, funcție pe care a deținut-o până în 1921. A coordonat activitatea agronomică a ministerului, contribuind la organizarea pepinierelor viticole de stat, refacerea viilor distruse și modernizarea agriculturii românești. A fost un susținător al micilor viticultori, al reformei agrare și al organizării profesionale a agronomilor, fiind implicat în înființarea obștiilor sătești, a Băncilor agricole și a Casei Rurale.

## Activitate științifică

### Combaterea filoxerei și refacerea viticulturii
George Nicoleanu a fost un pionier în combaterea filoxerei în România, coordonând această activitate timp de 35 de ani (1886-1921). A înființat pepinierele viticole de stat la Țintea (Prahova), Tudora (Botoșani) și Strehaia (Mehedinți) în 1889, pentru aclimatizarea vițelor americane și producerea gratuită a butașilor. A importat 85.296 butași din specii precum *Vitis labrusca*, *Vitis rupestris*, *Vitis cinerea*, *Vitis riparia* și soiuri ca Herbermont, Cuninghton și Othello. A studiat comportarea vițelor americane ca producători direcți și ca portaltoi, obținând o rată de succes de 60% la altoire, utilizând metoda „în despicătură englezească” și soiuri autohtone precum Tămâioasă, Cârloganca, Băbească și Grassa.
A propus măsuri legislative, precum crearea sindicatelor de supraveghere și apărare contra filoxerei (1887) și modificarea legii din 1885, pentru a facilita utilizarea vițelor americane. Până în 1921, sub coordonarea sa, viticultura românească a fost salvată, majoritatea suprafețelor fiind refăcute cu vițe altoite. A descoperit „cancerul viei” (racul) și a scris despre combaterea manei viței.

### Contribuții în pomicultură
Nicoleanu a coordonat și sectorul pomicol, identificând lipsa de organizare din domeniu. În lucrarea *Avem arbori roditori, n-avem fructe* (1908), a analizat starea precară a pomiculturii românești, comparând-o cu cea din Europa (ex. Franța producea 1,33 milioane tone de fructe în 1902). A constatat predominanța prunului (106.295 ha), neglijarea mărului și impactul bolilor și dăunătorilor. A propus înființarea pepinierelor pomicole de stat, importul soiurilor valoroase, legea pentru protejarea nucului și industrializarea fructelor, contribuind la înființarea primelor uscătorii la Istrița în 1912.

### Publicistică și reforme agricole
Nicoleanu a fost un publicist activ, fondând revistele „Progresul agricol” (1914) și „Revista horticolă, agricolă și economică” (1899) și contribuind la „Câmpul” și „Viața agricolă”. În 1915, a susținut la Cercul de Studii Agricole și Economice din București lucrarea *Reformele agrare și necesitatea organizării corpului agronomic de stat*, pledând pentru rolul agronomilor în progresul economic și pentru sprijinirea țăranilor împroprietăriți. A fost unul dintre fondatorii Societății Agronomice a absolvenților școlilor de agricultură (1902), unde a ocupat funcția de vicepreședinte.
La Congresul Internațional Viticol de la Montpellier (1893), a fost cooptat în Comisia Permanentă de Ampelografie Internațională, pentru care a scris *Introduction a l'Ampelographie Roumaine* (1900), prima lucrare de acest fel despre viticultura românească. A fost distins cu Ordinul Legiunii de Onoare a Franței pentru contribuțiile sale.

## Lucrări
- Vițele americane în România urmate de vițele indigene în nisipurile zburătoare de pe marginea Dunării, „Gutemberg”, București, 1891
- Principii generale pentru cultura vițelor americane în România, Tip. „Basilescu”, București, 1892
- La viticulture et les vignes américaines en Roumanie, „La revue Internationale de Viticulture et d'Oenologie”, Protat Frères, 1895
- Lucrările serviciului filoxeric și viticol până la finele anului 1895, Tip. „Basilescu”, București, 1898
- Instrucțiuni pentru combaterea manei la vii, Tip. „Basilescu”, București, 1899
- Cum reconstituim viile? Principii elementare pentru reconstituire cu vițe americane, „Basilescu”, București, 1899
- Etat de l’arboriculture en Roumanie, „Dreptatea”, București, 1900
- Introduction a l'ampelographie roumaine (152 pag.), „Dreptatea”, București, 1900
- La lutte contre la phyloxera en Roumanie, „Îndreptarea”, București, 1900
- Rasa Friză în îmbunătățirea raselor românești (cu E. Mantu), Tip. „Minerva”, București, 1906
- Avem arbori roditori. Nu avem fructe, „Anuarul general”, București, 1908
- Vii de deal și șes. Cauzele crizei viticole, Rev. „România agricolă”, Tip. „Universală”, București, 1910
- Problema islazurilor comunale, Rev. „Viața agricolă”, București, 1910
- În problema organizării muncilor agricole, Rev. „Viața agricolă”, București, 1911
- Lucerna, Rev. „Viața agricolă”, București, 1911
- În chestiunea învățământului agricol, Rev. „Viața agricolă”, nr. 8, București, 1912
- Intervenționalismul de stat în agricultură, Tip. „Independența”, București, 1914
- Reformele agrare și necesitatea organizării Corpului Agronomic de Stat, Institutul de Arte Grafice „Eminescu”, București, 1915
- Din crizele viticole și cauzele lor, Tip. „Oltenia”, București, 1928

## In memoriam
George Nicoleanu a murit pe 16 septembrie 1928, fiind anunțat discret în ziarul „Universul”. Deși a fost un pionier al viticulturii și agriculturii românești, contribuțiile sale nu au fost pe deplin recunoscute de contemporani. Rămâne o figură marcantă în istoria agriculturii românești, prin munca sa de 35 de ani în fruntea progresului agricol.